# Ombrine
Umbrina
Genre
Les ombrines (Umbrina) forment un genre de poissons osseux, de l'ordre des perciformes, qui vit dans la mer Méditerranée et dans l'océan Atlantique et qui est représenté par différentes espèces. Les ombrines sont comestibles et leur chair est appréciée.

## Liste des espèces d'ombrines
Selon FishBase et WRMS :
- Umbrina analis Günther, 1868
- Umbrina broussonnetii Cuvier, 1830
- Umbrina bussingi López S., 1980
- Umbrina canariensis Valenciennes, 1843
- Umbrina canosai Berg, 1895
- Umbrina cirrosa (Linnaeus, 1758)
- Umbrina coroides Cuvier, 1830
- Umbrina dorsalis Gill, 1862
- Umbrina galapagorum Steindachner, 1878
- Umbrina imberbis Günther, 1873
- Umbrina milliae Miller, 1971
- Umbrina reedi Günther, 1880
- Umbrina roncador Jordan & Gilbert, 1882
- Umbrina ronchus Valenciennes, 1843
- Umbrina steindachneri Cadenat, 1951
- Umbrina wintersteeni Walker & Radford, 1992
- Umbrina xanti Gill, 1862

Selon ITIS :
- Umbrina analis Günther, 1868
- Umbrina broussonnetii Cuvier in Cuvier & Valenciennes, 1830
- Umbrina bussingi López S., 1980
- Umbrina canariensis Valenciennes, 1843
- Umbrina canosai Berg, 1895
- Umbrina cirrosa (Linnaeus, 1758)
- Umbrina coroides Cuvier in Cuvier & Valenciennes, 1830
- Umbrina dorsalis Gill, 1862
- Umbrina fuscolineata von Bonde, 1923
- Umbrina galapagorum Steindachner, 1878
- Umbrina imberbis Günther, 1873
- Umbrina milliae Miller, 1971
- Umbrina reedi Günther, 1880
- Umbrina roncador Jordan & Gilbert, 1882
- Umbrina ronchus Valenciennes, 1843
- Umbrina steindachneri Cadenat, 1951
- Umbrina wintersteeni Walker & Radford, 1992
- Umbrina xanti Gill, 1862